# كريستينا غوميز
كريستينا غوميز (بالإسبانية: Cristina Gómez)‏ هي لاعبة الاسكواش إسبانية، ولدت في 6 يوليو 1998 في سان بييدرو ديل بيناتار في إسبانيا.

## وصلات خارجية
- كريستينا غوميز على موقع الاتحاد الدولي لمحترفي الاسكواش (مؤرشف) (الإنجليزية)
- كريستينا غوميز على موقع SquashInfo.com (الإنجليزية)